# 무지개요정 통통
무지개요정 통통은 KBS 미디어가 제작한 TV 애니메이션 시리즈이다. 2001년 2월 23일부터 2002년 6월까지 KBS 2TV에서 방영종료 되었다.

## 개요

본작의 등장인물을 모은 이미지

- 무지개 빛깔의 7명 요정이 동화의 세계를 지키기 위해 어둠의 존재와 싸우는 이야기이다.

### 등장 인물
- 사파이어
- 에메랄드
- 루비넷
- 하인일
- 통킹
- 림보
- 골드윙
- 남바다
- 보보
- 어둠의 여왕 카라카라
- 하인이

## 목소리출연
- 장유진 - 보보
- 박은숙 - 림보
- 이향숙 - 사파이어
- 홍영란 - 골드윙
- 정미숙 - 에메랄드
- 윤성혜 - 남바다
- 이명선 - 루비넷
- 이선주 - 카라카라
- 안장혁 - 하인일
- 최준영 - 하인이
- 최재호 - 통킹
- 박경혜
- 이자명

## 주제가
- 오프닝과 엔딩
《Over the rainbow》
작사 - 김준
작곡 - 이한나
노래 - 정여진, 정재윤  삽입곡
《모두가 아름다워》
작사, 작곡 - 김창완 (작사 원미나?)
노래 - 김창완, 어린이 합창단
《춤이 뭐길래》

## 제작진
오프닝 크레딧
- 제작: 변강문
- 편성기획: 장해랑
- 연출기획: 신동헌
- 기획/감독: 최귀돈
- 캐릭터디자인: 최귀돈, 정동원, 조민근, 황선나, 윤선미
- 스토리보드: 홍상만, 김세일
- 시나리오: 원미나, 김종화
- 레이아웃: 권오성, 김창환
- 원화연출 : 김광신, 김준희, 박상목, 김승환, 박인준, 남범우, 조세진
- 원화: 오의남, 김세진, 서문진, 전영식, 권명은, 안선희, 김상태, 손정선
- 원화작감: 김현순, 김근태, 오혜란
- 동화: 정은진, 차준희, 김은영, 우현숙, 김기준, 신유리, 이주영, 이일호
- 동화작감: 이명화, 서지희, 김봉진, 김유환
- 칼라: 김미선, 최은숙, 한금이, 최순화, 안명희, 김명숙, 허수경, 이영주
- 화이널체크: 최철종, 조희옥
- 칼라코디네이터: 유정희, 김상훈, 전지연
- 배경: 정원경, 유병노, 박준하, 서현주, 심영민
- 디지털총괄: 김봉선, 김병렬
- 디지털효과: 이은경, 김태종, 이도희
- 디지털카메라: 허혜순, 이윤임, 김준봉
- 제작진행: 김인경, 조성국, 백민형

엔딩 크레딧
- 기술감독: 양승명, 허창
- 녹음감독: 김정석
- 음향감독: 최낙구, 이동현
- 음악감독: 이한나
- 타이틀편집: 김민호
- 녹음연출: 김정은, 김형우
- 제작지원: 박성구, 장혜원
- 기획: KBS
- 제작: 무한엔터테인먼트,, KBS 미디어  (구) 한국방송제작단

### 방영 목록
| 화차       | 부제 (서브 타이틀)  |
| ---------- | ------------------- |
| 1화        | 통통들은 행복해     |
| 2화        | 마법의 기후         |
| 3화        | 여왕의 음모 (1)     |
| 4화        | 여왕의 음모 (2)     |
| 5화        | 무지개를 찾아서     |
| 6화        | 무지개 요정의 탄생  |
| 7화        | 통킹의 등장         |
| 8화        | 통통이라 불리우다   |
| 9화        | 바다괴물의 정체     |
| 10화       | 뒤죽박죽 사건       |
| 11화       | 마법의 반지         |
| 12화       | 가짜 소동           |
| 13화       | 저주의 바람         |
| 14화       | 노예요정을 구출하라 |
| 15화       | 함정                |
| 16화       | 날으는 젓가락       |
| 17화       | 에그호의 습격       |
| 18화       | 틀니대소동          |
| 최종화(19) | 전체요약            |